# 建勲通

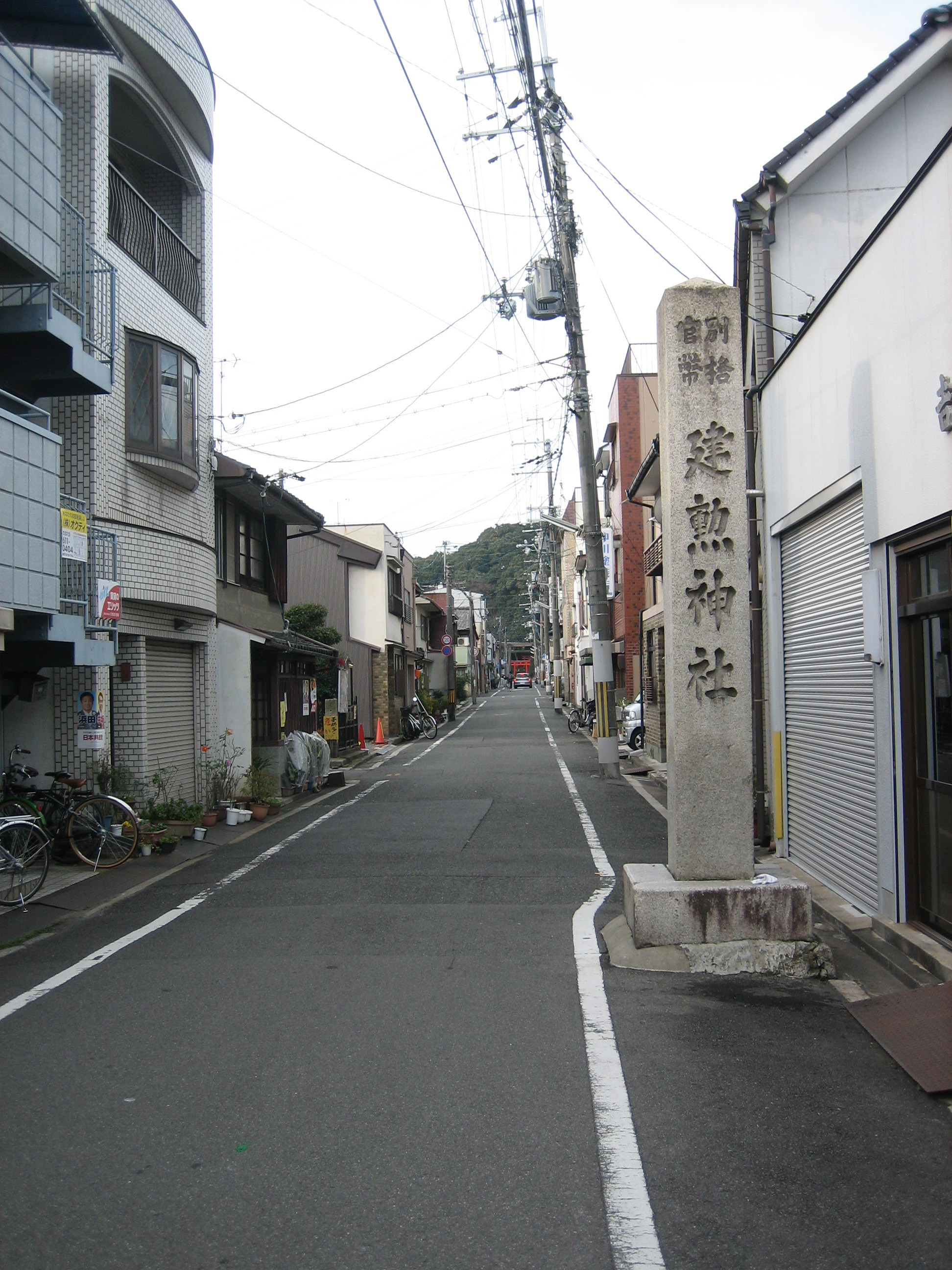
建勲通　紫野雲林院町から撮影

建勲通（けんくんどおり）は、京都市北区の東西の通りの一つである。

## 概要
猪熊通との交差点から、船岡山の建勲神社（たけいさおじんじゃ）に通じる、わずか400mの短い通りである。ほぼ離合可能な幅員を有するものの、全線を通じて西行きの一方通行となっている。ほぼ並行して北から建勲北通、建勲北中通、建勲通と並ぶ。
大宮通との交差点には、今宮神社御旅所や若宮神社が鎮座している。かつて、昭和初期に土地区画整理事業が実施されるまでは、両社とも並んで南向きに建てられ、大宮通の突き当たりとなっていた。そのため、周辺は大宮頭（おおみやがしら、ややみやかしら）と呼ばれていた。この大宮頭は、西陣織機業地の北の一角に位置することから、江戸時代以降は商業地として栄えていたという。しかし、時代の変遷とともに一般の民家へと置き換わっていった。
建勲北中通沿いの、智恵光院通の交差点を西に少し進んだ民家前に「常槃井」（ときわい）と彫られた石が置かれている。これは「常盤化粧井」とも呼ばれ、常盤御前が化粧に用いた井戸とされている。また、この横を左折して狭い路地を進むと瓦礫が積み上げられた丸い塚「衣掛塚」（ころもかけづか）があり、ここに常盤御前の着物が掛けられたという伝承が残っている。

## 名前の由来
建勲神社に通じることから名づけられた。

## 沿道の主な施設
- 玄武神社
- 今宮神社御旅所
- 若宮神社
- 雲林院
- 建勲神社
- 京都市立紫野小学校